# 전후파
"전후파"(戰後派)는 한국에서 제작된 조정호 감독의 1957년 영화이다. 김진규 등이 주연으로 출연하였고 최종률 등이 제작에 참여하였다.

## 출연

### 주연
- 김진규
- 윤인자
- 김승호
- 최남현
- 이영미
- 서월영

## 기타
- 조명: 고해진
- 녹음: 이경순
- 미술: 임명선